# Villa Giulia (Verbania)
Villa Giulia (nota anche come Kursaal) è un edificio in stile neoclassico, situato sul lungolago di Pallanza a Verbania, con un parco aperto al pubblico.

## Storia
Originariamente Bernardino Branca, inventore del Fernet Branca, comprò un appezzamento di terreno in località castagnola, su cui fece costruire tre villette con vista su lago e un piccolo giardino per poterle vendere.. La prima di queste ville fu acquistata dalla nobildonna Marietta Sertoli, vedova del marchese Marco Viani Visconti, il 17 maggio 1848 e rivenduta il 9 marzo 1851 al generale Guglielmo Müller,  un diplomatico svizzero. Müller ingrandì la proprietà aggiungendo piccoli appezzamenti confinanti, fece costruire una scuderia e una rimessa e trasformò in frutteto il terreno collinar. 
Il generale Müller morì nel 1871 lasciando la villa in eredità alla moglie e diversi altri parenti, questi rivendettero la proprietà a Giuseppe Branca (figlio di Bernardino) all'inizio del 1880 e la dedicò alla moglie Giulia. Estese la proprietà acquistando i terreni limitrofi ed intraprese lavori di ampliamento verso il lago Maggiore. Però i primi lavori di costruzione di un muro di contenimento del giardino verso il lago, realizzati da una ditta locale, franarono durante una secca nel 1879 perché le fondamenta non erano state posate su un terreno stabile. I resti della scalinata che era stata realizzata all'epoca affiorano ancora oggi nei periodi di secca Venne effettuato un nuovo tentativo di ampliamento, affidandosi per la progettazione delle opere di sostegno all'ingegnere Gallizia del genio civile di Milano, che questa volta vengono ancorate allo strato roccioso sotto al primo strato di suolo..
Le opere architettoniche della villa furono affidate all'architetto milanese Giuseppe Pirovano I confini della proprietà furono circondati da una cancellata in ferro con un ingresso un grande cancello all'ingresso. Al fianco di questo fu costruito uno chalet ad uso portineria, successivamente trasformato in sala da biliardo) e un casino (definito un po' altezzosamente "trianon in stile romano")). In riva al lago fu costruita una grande darsena in grado ospitare battelli a vapore sovrastata da un'ampia terrazza con pergolato e giardino e una grotta con giochi d'acqua.. Il giardino viene sistemato seguendo i dettami dello stile inglese, comprendeva una paulownia, un Cinnamomum camphora, magnolie e una collezione di camelie e rododendri.
Nel 1882 viene demolito il vecchio edificio originale e ristrutturato il nuovo, avanzandolo di dieci metri ampliando le sale e decorandolo con loggiati e colonne La struttura della villa venne quindi ad essere a pianta rettangolare di tre piani, con una facciata semplice ispirata a Palazzo Strozzi di Firenze, rivolta verso la strada e una molto imponente che si richiama a uno stile pompejano, rivolta verso il lago, con un'ampia scalinata. Quest'ultima facciata è decorata da colonne in granito rosa di Baveno, capitelli in marmo di Carrara e colonnine in marmo rosso di Verona e. Al primo piano e a piano terra le colonne sono allineate lungo la facciata (con capitelli in stile corinzio al piano terra e in stile ionico al primo piano. Il terrazzo dell'ultimo piano (scoperto) è delimitato da una balaustra decorata con acroteri posti in linea con le colonne dei piani inferiori, mentre le colonne sono disposte in posizione arretrata a formare un'esedra L'interno è diviso in sale ampie e spaziose, con un'imponente scalinata ed ornate da pitture.
Dopo la morte di Giuseppe Branca nel 1888 la villa diventa di proprietà di sua moglie Giulia Villa, che vi risiede per lunghi periodi insieme al secondo marito, il duca Francesco Melzi d'Eril, e nel 1904 la fa ampliare sul lato occidentale, su progetto dell'architetto Luigi Broggi che mantiene lo stile originario della facciata, ma aggiunge decorazioni interne in stile Liberty.
Dopo la morte della contessa la villa passa attraverso alcuni proprietari per essere acquistata infine nel dicembre 1932 l'Azienda Autonoma di Cura, Soggiorno e Turismo (CST), che la trasforma in Casinò Municipale, battezzato Kursaal e in cui venivano anche organizzate serate danzanti nel parco. L'attività della sala da gioco era già cessata dopo la seconda guerra mondiale anche se rimaneva attiva come sala da ballo e sede di eventi. 
Nel 1955 le parti aggiunte nel 1904 furono quasi integralmente rimosse ed ampliato l'edificio, creando spazio per due ampi saloni, uno seminterrato accessibile dal giardino e l'altro al primo piano da dedicare a conferenze, mostre e concerti. Nel 1959 per far spazio a nuovi edifici fu trasformata la darsena, che resta utilizzabile solo con il lago alto, ed eliminate le grotte artificiali Negli anni 1960 il salone a piano giardino viene destinato a sala da ballo, e successivamente diventerà una discoteca.
Nel 1987 a seguito della riforma dell'organizzazione turistica e conseguente soppressione delle Aziende Autonome di Turismo, la Regione Piemonte la proprietà di Villa Giulia e del suo parco viene trasferita al Comune di Verbania.. Allo scadere del contratto della società che gestisce la discoteca nell'agosto 1996 questo non viene rinnovato e il palazzo e il parco diventano di piena disponibilità del Comune che lo utilizza per organizzare mostre e spettacoli.